# Gustavs Gailus
Gustavs Edvards Gailus (* 1993 in Hannover, Deutschland) ist ein lettischer Schauspieler.

## Leben
Gustavs Edvards Gailus, dessen Familie aus Liepāja stammt, wuchs zunächst in Würzburg auf. Später besuchte er das Gymnasium Oberalster in Hamburg. Erste Bühnenerfahrungen sammelte er am Mainfrankentheater Würzburg, wo er u. a. in der Spielzeit 2005/06 in der Oper Das Herz von Hans Pfitzner in der Rolle des Prinz Tankred mitwirkte. Seine Schauspielausbildung absolvierte er von 2016 bis Sommer 2020 an der Theaterakademie Hamburg.
Bereits während seiner Ausbildung gastierte er in mehreren Produktionen am Hamburger Thalia-Theater und war dort in der Spielzeit 2019/20 auch festes Ensemblemitglied. Am Thalia-Theater arbeitete er unter der Regie von Felix Maria Zeppenfeld, Jörg Pohl und Thomas Birkmeir, in dessen Inszenierung Die Rote Zora er die durchgehende Nebenrolle des Bandenmitglieds Nikola verkörperte.
In der Spielzeit 2020/21 war Gustavs Gailus festes Ensemblemitglied am Schauspiel Kiel. Dort debütierte er im August 2020 mit der Rolle des Max in der Uraufführung Max und Moritz – wir wollen immer artig sein. 2021 spielte er beim Sommertheater des Theaters Kiel den Ferdinand in Kabale und Liebe an der Seite von Eva Kewer (Luise), Imanuel Humm (Präsident von Walter), Katharina Abt (Lady Milford) und Zacharias Preen (Sekretär Wurm). 2023 übernahm er die Rolle des Ferdinand auch bei der Wiederaufnahme der Sommertheater-Produktion auf der Bühne des Theaters Kiel.
Am Theater Kiel war Gailus, der E-Gitarre, Gitarre und Klavier spielt, auch Mitglied der Ensembleband. Außerdem ist er Mitglied der Hamburger Rock- und Pop-Band The Cord.
Seit Februar 2022 gehört Gustavs Gailus als „charmanter“ lettischer Austauschpolizist Edgars „Eddi“ Jansons zum Ermittlerteam der ZDF-Vorabendserie SOKO Wismar. In der 8. Staffel der Vorabendserie Morden im Norden (März 2022) übernahm Gailus eine der Episodenhauptrollen als tatverdächtiger 19-jähriger Gärtner Marek Nowak, der ein Liebesverhältnis mit einem getöteten wesentlich älteren Ex-Supermodel hatte.
Gustavs Gailus ist Mitglied im Bundesverband Schauspiel. Er lebt in Kiel und Berlin.

## Theater (Auswahl)
- 2018: Ballett des Bösen, Rolle: Anders, Regie: Felix Maria Zeppenfeld, Thalia Theater Hamburg
- 2019: Besiegt am Feld des Lebens, Rollen: Pjotr Nikolajewitsch / Serëza, Regie: Jörg Pohl, Thalia Theater Hamburg
- 2019–2020: Die rote Zora, Rolle: Nicola, Regie: Thomas Birkmeir, Thalia Theater Hamburg
- 2020–2021: Max und Moritz, Rolle: Max, Regie: Daniel Karasek, Theater Kiel
- 2021/2023: Kabale und Liebe, Rolle: Ferdinand, Regie: Daniel Karasek, Theater Kiel

## Filmografie (Auswahl)
- seit 2022: SOKO Wismar (Fernsehserie, Serienrolle)
- 2022: Morden im Norden: Reifeprüfung (Fernsehserie, eine Folge)